# Bilderdijkkade 60-62
Bilderdijkkade 60-62, Amsterdam is een gebouw aan de Bilderdijkgracht in Amsterdam-West. Het gebouw werd op 10 mei 2002 opgenomen in het monumentenregister (nummer 524825).
Aan het begin van de 20e eeuw bouwde Amsterdam op openliggende terreinen in wat later de Bellamybuurt zou worden aan de Remise Tollensstraat. De remise kon zelf in 1902 geopend worden, maar daarna vonden nog talloze uitbreidingen plaats. Rond 1908 werd er aan de zijde van de Bilderdijkkade een directeurswoning gebouwd naar model van een ontwerp van de Dienst der Publieke Werken.
Het gebouw van vier bouwlagen viel al die tijd op, het markeerde de ingang van de terreinen van de remise aan de Bilderdijkkade. Rechts (noordelijk) van het gebouw bevond zich die ingang met daarop aansluitend de stal/stallingsruimte (één bouwlaag hoog) van de stadsreiniging. Links (zuidelijk) sluit het pand aan op de overige bebouwing tussen Kwakerstraat en Kinkerstraat. Het gebouw lijkt twee voorgevels te hebben. De voorgevel aan de kade is drie traveeën breed waarbij het linker derde deel risaleert. De gevel is opgetrokken uit baksteen met hier en daar natuurstenen sluitstenen met gangbare raampartijen. In het risalerend deel bevinden zich de toegangsdeuren; het wordt voorts afgesloten door een zolderetage met daarboven een afgeplat trapgeveltje. Het overige deel kent een zadeldak.   
Het voorste deel van de zijgevel is op twee vensters na geheel opgetrokken uit baksteen en sluit af met een "normale" trapgevel met twee kleinere vensters. In de constructie is een steeds uitkragende schoorsteen te herkennen die haar uitgang op top van de trapgevel heeft. Het tweede deel van de zijgevel laat drie bouwlagen zien met daarop een zadeldak, in dat deel zit een aparte toegang. 
Aansluitend aan de zuidelijke gevel begint de terreinafscheiding van de voormalige remise, onderdeel van het rijksmonument 524826. 
Het gebouw werd tot rijksmonument verklaard als historisch-functioneel deel van het complex.
De noordelijke buur werd in het kader van de bouw van complex De Hallen gesloopt. De gang tussen het gebouw en de nieuwbouw werd de toegang tot de Hannie Dankbaarpassage, een overdekte straat binnen het complex.

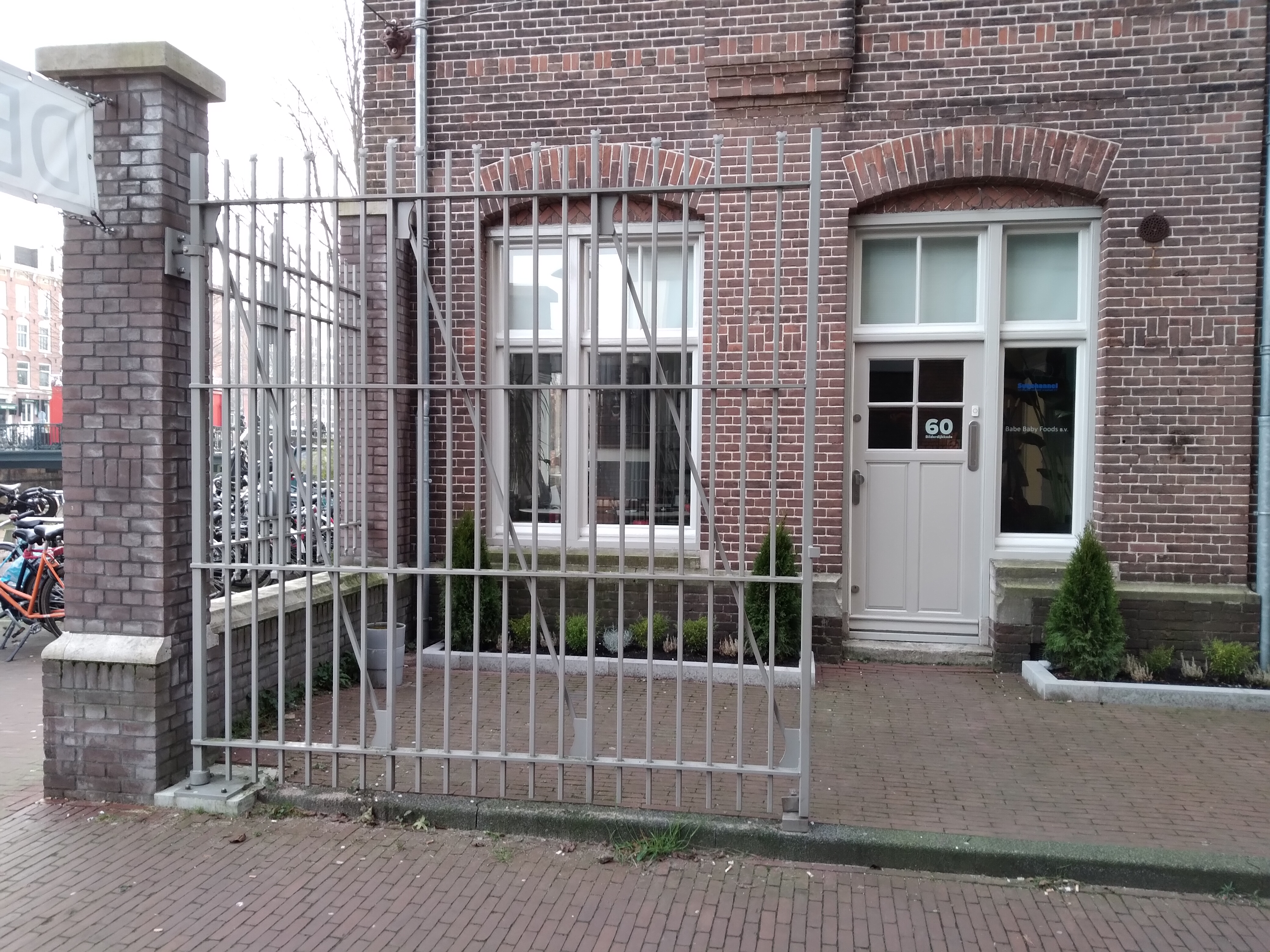
Bijbehorend hekwerk maar apart rijksmonument (december 2021)